# Howard Davis (friidrottare)
Howard Davis, född den 27 april 1967, är en jamaicansk friidrottare inom kortdistanslöpning.
Han tog OS-silver på 4 x 400 meter stafett vid friidrottstävlingarna 1988 i Seoul. 